# Анинский дацан
Ани́нский даца́н «Ганда́н Шаддубли́нг» (тиб. དགའ་ལྡན་བཤད་སྒྲུབ་གླིང, Вайли dga' ldan bshad sgrub gling; бур. Анаагай хийд, Анаагай дасан) — буддийский монастырь (дацан), расположенный на востоке Бурятии в 30 км (по автодороге) к северо-востоку от Хоринска, в 5 км от улуса Алан, на правобережье реки Оны (бур. Анаа).
Анинский дацан был одним из центров религии, образования, книгопечатания, иконописи, графики, театрального искусства (мистерия Цам) к востоку от реки Селенги вплоть до своего разрушения в 1930-х годах.

## История
Дацан был основан в 1795 году хоринским тайшой Дамба-Дугаром Иринцеевым в конце царствования императрицы Екатерины II, бюст которой находился на алтаре Цогчен-дугана — почиталась как воплощение Белой Тары (Сагаан Дара Эхэ). В дацане хранились 11 родовых знамён хоринских бурят, врученных Петром I в 1703 году делегации хоринцев.
После того, как в 1811 году в дацане сгорело деревянное здание Цогчен-дугана, вместо него было построено каменное при участии русских мастеров. Дуган представлял собой двухэтажное строение с балюстрадой, балконами, гротами и нишами. Первый этаж начинался с высоты человеческого роста. Вместо крыши была построена каменная пирамида, высота которой, не считая двухэтажного здания, составляла по разным источникам от 10 до 15 метров. Пирамиду подпирало 30 колонн.
В 1825 году от Анинского отделился Эгитуйский дацан.
В конце XIX века в окрестностях дацана проживало несколько десятков тысяч человек. Дацан представлял собой большой посёлок, центральную часть которого занимал храмово-монастырский комплекс. В нём находилось колоссальное количество субурганов (по сравнению с другими бурятскими дацанами) — не менее 26. Недалеко проходил Читинский тракт, велась оживленная торговля, вся долина была застроена домами и лавками бухарских евреев, китайских торговцев, русских и монгольских предпринимателей, тибетских паломников.
В число получивших образование в Анинском дацане входит XII Хамбо-лама Итигэлов, постигавший здесь в течение 23 лет учение Будды. С 1904 по 1908 год настоятелем дацана (ширээтэ) был Намжил Лайдапов, впоследствии в 1917—1919 годах 13-й Пандито Хамбо-лама.

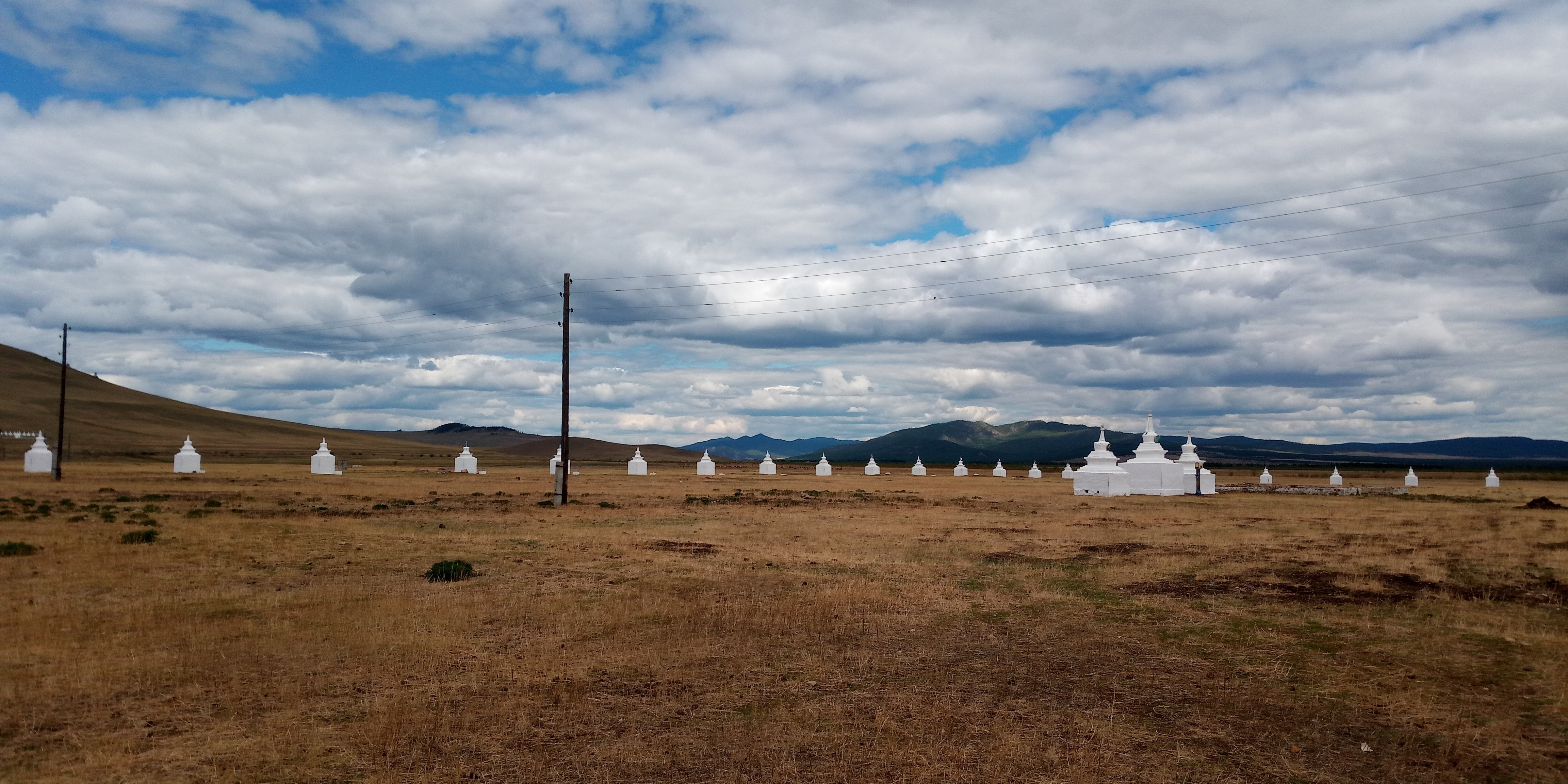
Ступы-субурганы в Анинском дацане

В советские времена в 1930-е годы дацан был закрыт. Значительную часть монахов расстреляли, здания подверглись разрушению, использовались в качестве конюшен, гаражей и т. п.
С 1990-х годов ведётся восстановление Анинского дацана. Цогчен-дугану присвоен статус объекта культурного наследия регионального значения.
Ныне дацан является первым в истории российского буддизма семейно-родовым монастырским комплексом — вокруг него воздвигнуты 108 субурганов — хранилищ родословных 108 семей хоринских бурят. Освящение субурганов состоялось в 2011 году и было приурочено к 350-летию добровольного вхождения Бурятии в состав России. Территория возрождаемого Анинского дацана занимает 9 гектаров и будет разделена на 9 частей, символизирующих 9 драгоценностей, где будет возведено 17 дуганов.

## Галерея

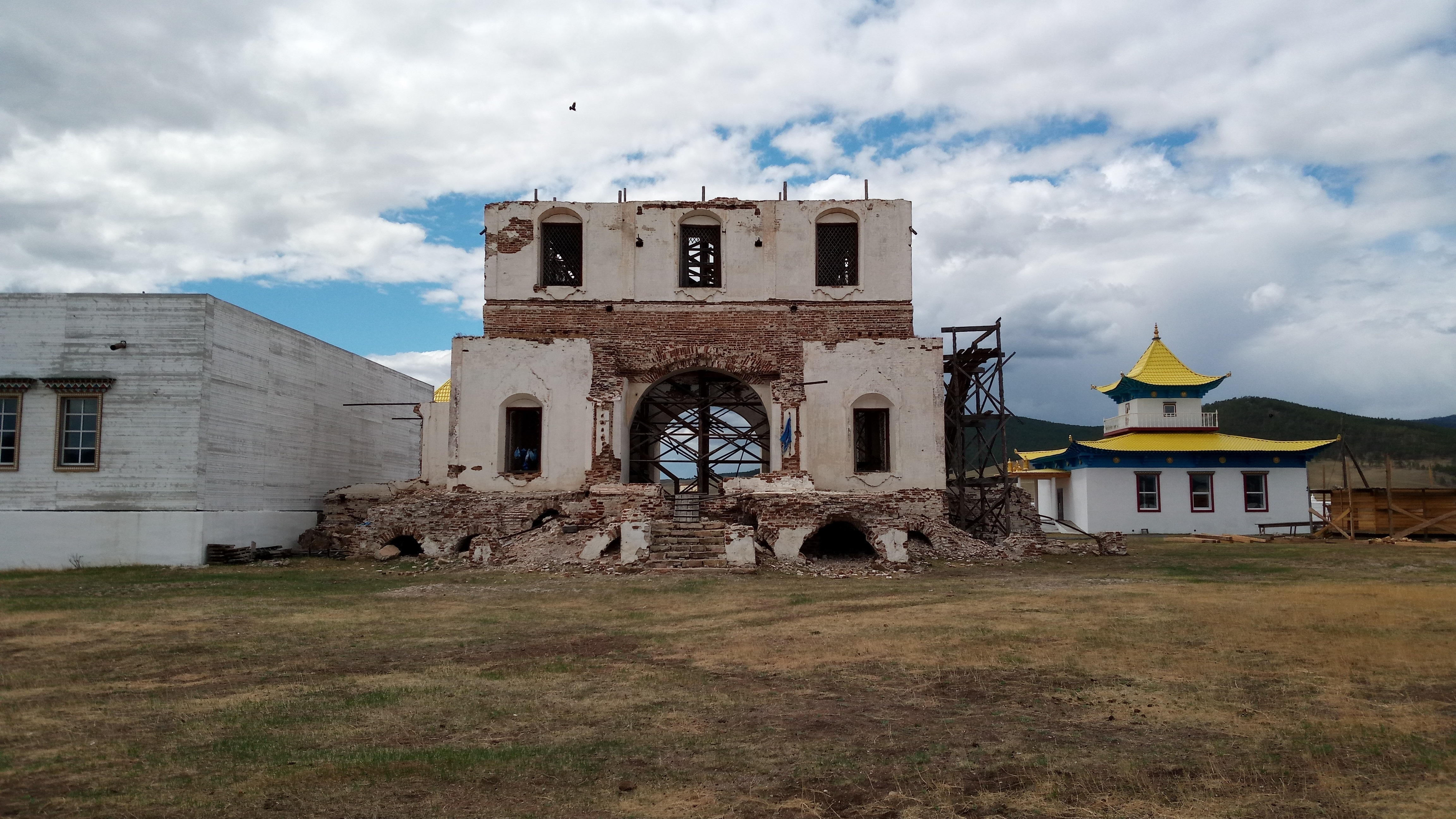
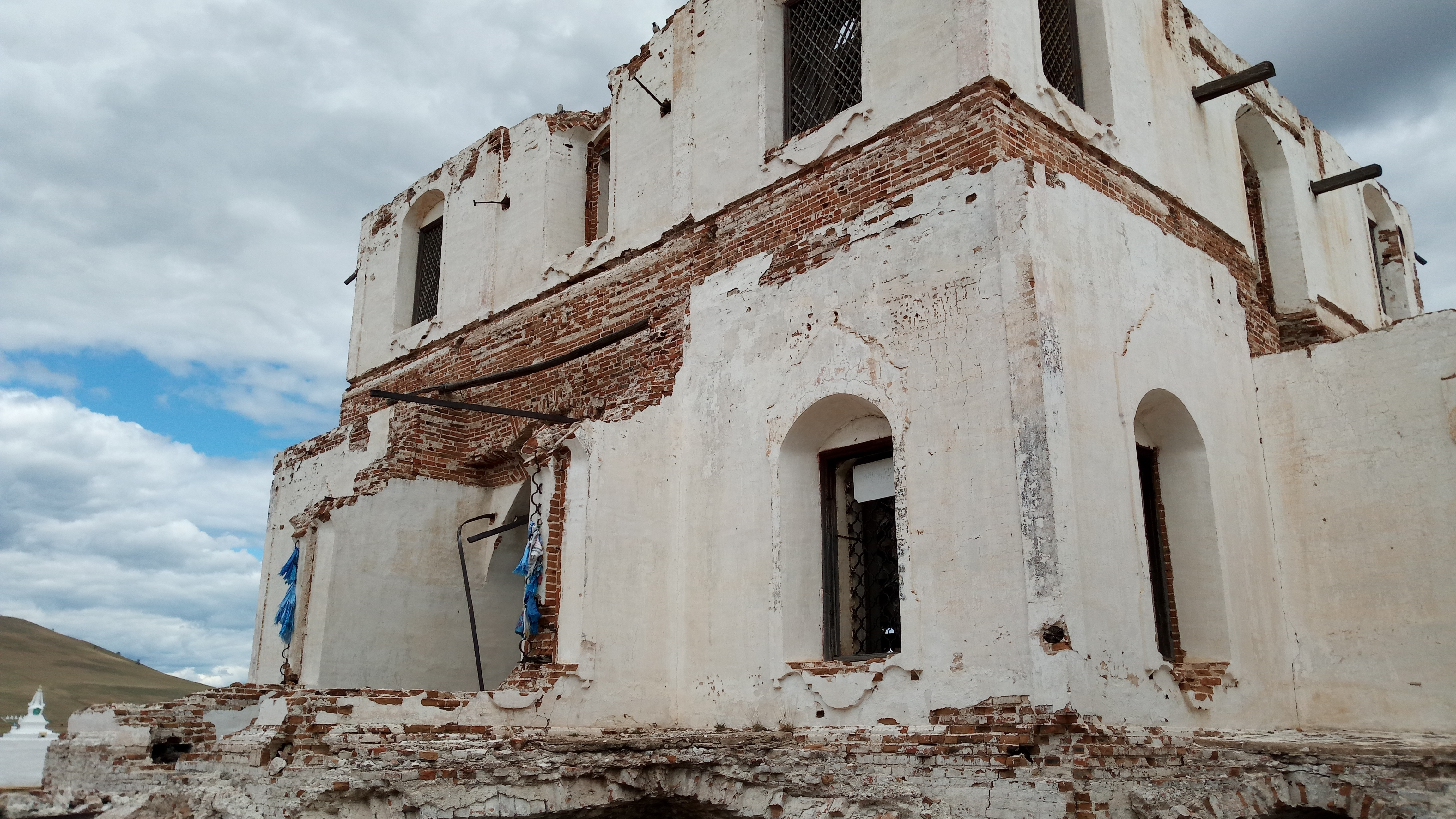
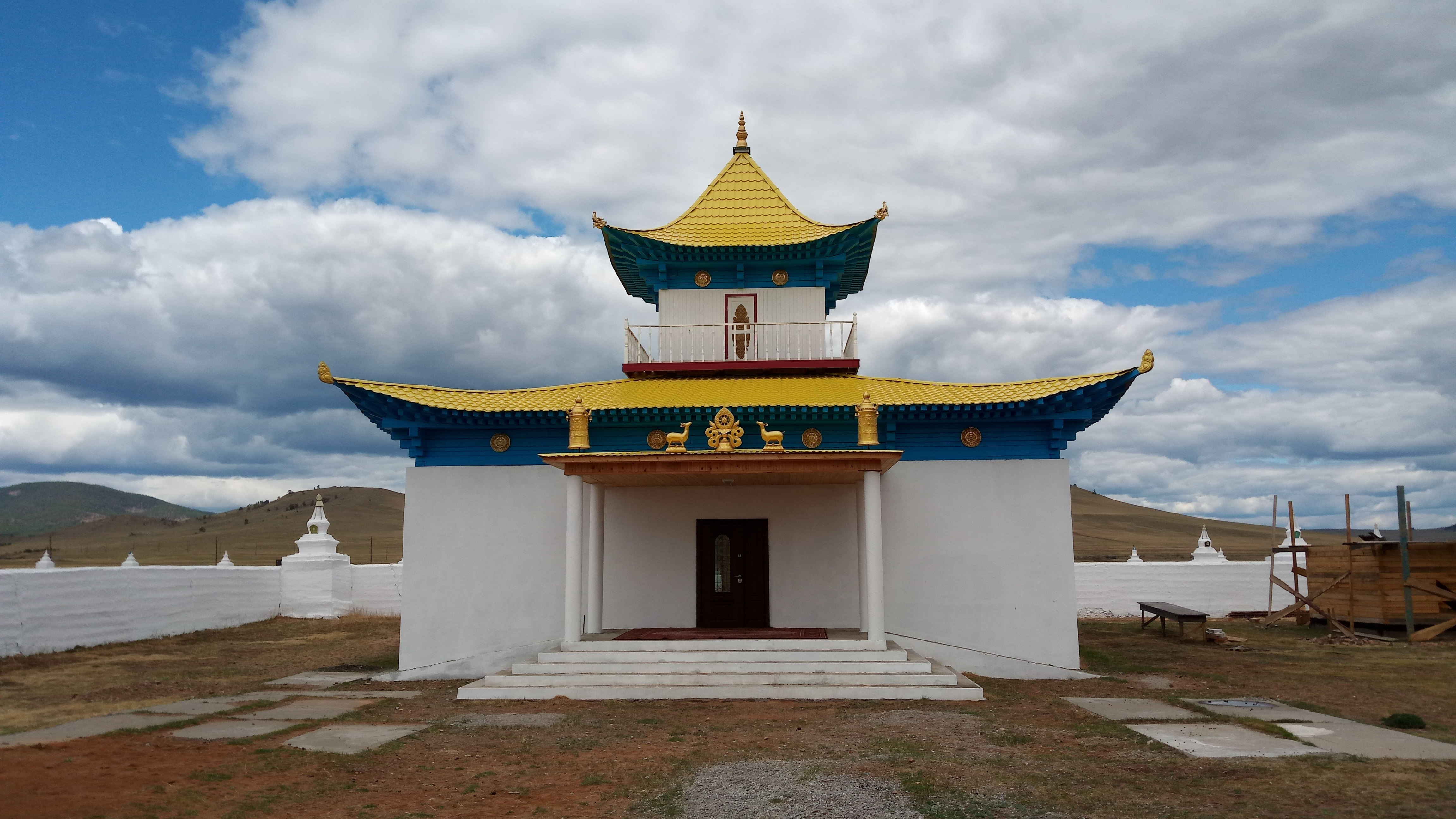
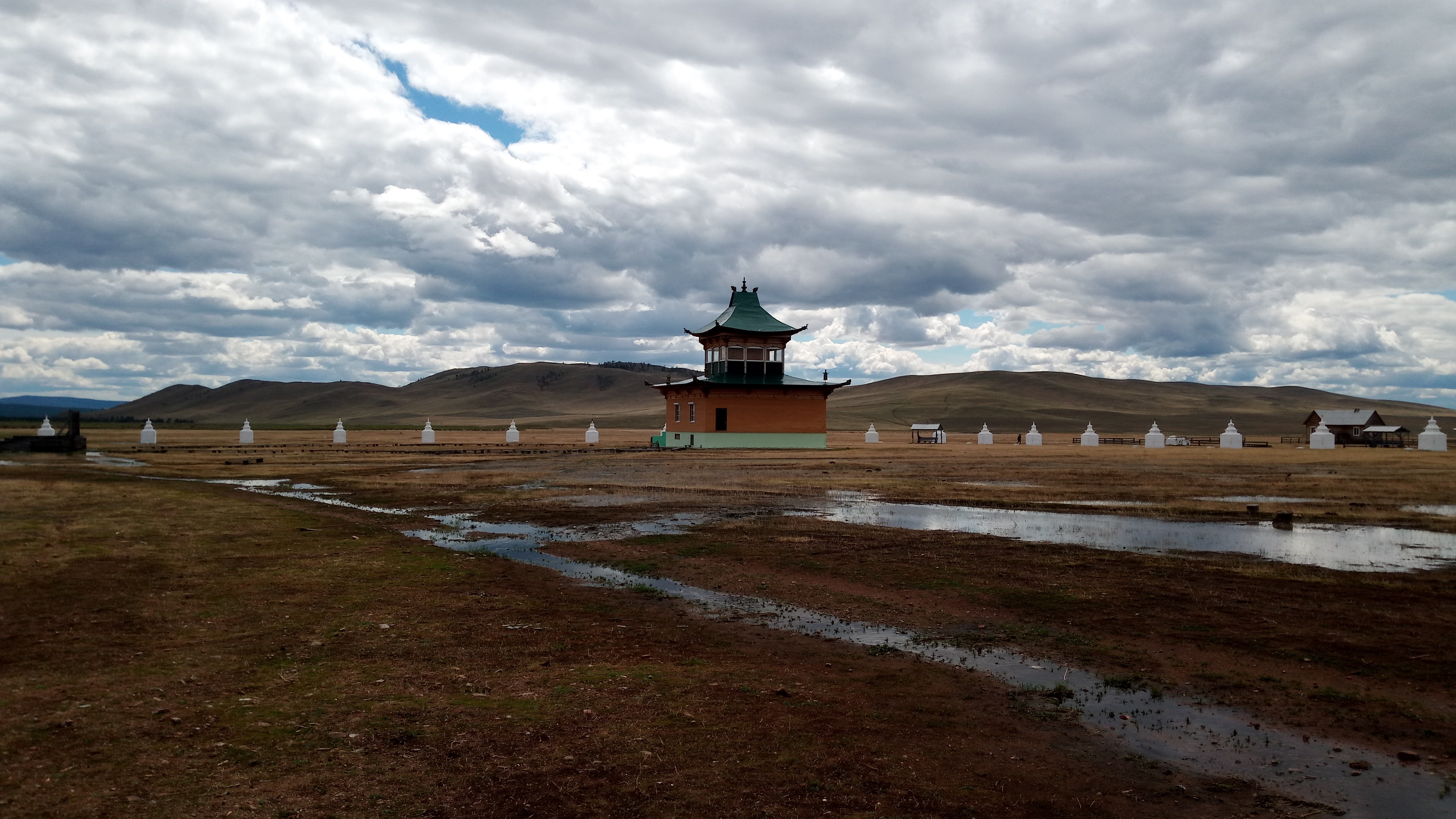
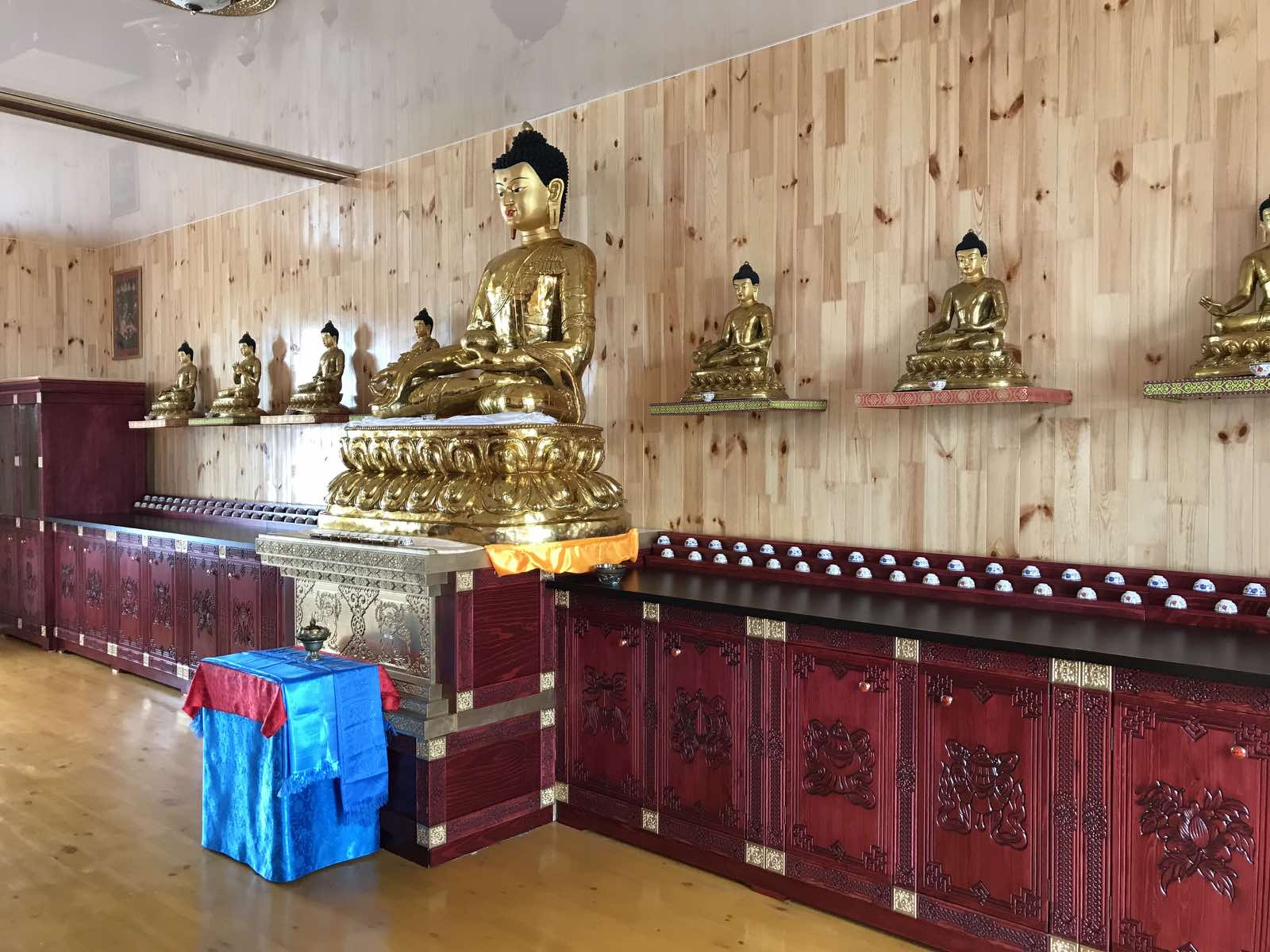
Внутри одного из дуганов Анинского дацана